# Earl's Court

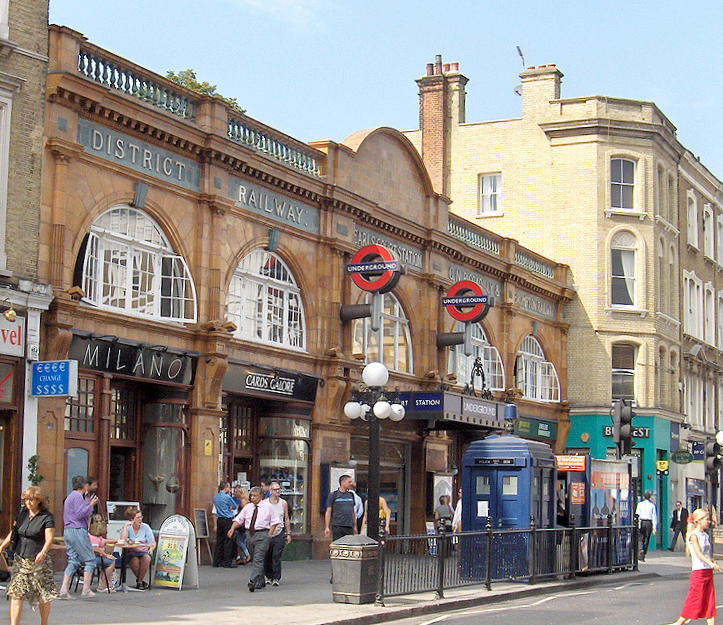
La stazione della metropolitana di Earl's Court

Earl's Court è un esclusivo quartiere del borgo reale di Kensington e Chelsea, a Londra.
Il distretto fa parte della Inner London, è attraversato dalla Earl's Court Road ed è situato 5 km a sud ovest di Charing Cross. Confina con South Kensington a est, West Kensington a ovest, Chelsea a sud e Kensington a nord.
Il suo nome probabilmente deriva dai conti di Warwick (earl è l'equivalente britannico di conte) che furono proprietari dell'area per molti secoli.
Earl's Court ha una popolazione di 9 659 abitanti secondo il censimento del 2001 ed è un quartiere in cui abitano molti personaggi della musica e dello spettacolo. Qui, in Logan Place, si trova ancora la Garden Lodge, la grande casa appartenuta a Freddie Mercury, leader del gruppo rock Queen.
Fino al 2016 il distretto è stato sede dell'Earls Court Exhibition Centre, una delle più grandi arene al coperto della Gran Bretagna e sede per concerti di musica rock.